# Diósberény
Diósberény è un comune dell'Ungheria centro-meridionale di 368 abitanti (dati 2008). È situato nella contea di Tolna.